# 国際連合安全保障理事会決議821
国際連合安全保障理事会決議821（こくさいれんごうあんぜんほしょうりじかいけつぎ821 英: United Nations Security Council Resolution 821）は、1993年4月28日に国際連合安全保障理事会において採択された決議。決議713（1991年9月25日に全会一致で採択）および決議713に続くすべての決議を改めて確認したのち、1992年に消滅したユーゴスラビア社会主義連邦共和国からの継承を行っていないユーゴスラビア連邦共和国が決議757（1992年5月30日に採択（ユーゴスラビア連邦に対する制裁））、決議777（1992年9月19日に採択（ユーゴスラビア連邦による旧ユーゴスラビア連邦を継承しない旨の勧告））、および国連総会決議47/1（1992年9月22日採択）に則って、国際連合に加盟するまでは国際連合総会に参加すべきではないことを旨とする再確認を行った。
決議821では、ユーゴスラビア社会主義連邦共和国の国際連合加盟を自動的に継続できないことにより、国際連合総会にユーゴスラビア連邦共和国（セルビア・モンテネグロ）の国連経済社会理事会への参加を認めないことを勧告した上で、この問題に関する事項を第47会期終了前の国際連合総会にかけることを決定したと伝えている。
なお、この決議は13か国の賛成票により採択されたが、中国とロシアが投票を棄権した。